# Флегийци
Флегийци (на старогръцки: Φλεγύες, Φλεγύαι) са прагръцки народ, живял в Тесалия според Страбон.

## История
Флегийците участват в Троянската война според Омир. Страбон ги споменава като варвари, живеещи в Тесалия, а по-късно се установяват край река Кифис във Фокида, след което следва поредица от нападения от тяхна страна над Тива.
В Енеида Вергилий споменава, че флегийците подпалват и разграбват храма на Аполон в Делфи, като впоследствие биват наказани от Аполон. Това сведение обаче не е ясно дали се отнася за флегийците, или за жителите на град Флегия в Беотия.